# Leidsche Rijntunnel
De Leidsche Rijntunnel is een verkeerstunnel die de A2 onder de (toekomstige) bebouwing van Leidsche Rijn Centrum in de gemeente Utrecht door voert. De tunnel is over de gehele lengte boven het oorspronkelijke maaiveld aangelegd; het maaiveld wordt opgehoogd voor de aanleg van de nieuwe stad.
De overdekte snelweg is hier nodig omdat de gemeente Utrecht het centrum van Leidsche Rijn zo dicht mogelijk bij de bestaande stad wilde leggen, terwijl Rijkswaterstaat bij de verbreding van de A2 (naar 2x5 rijstroken) binnen de wettelijke geluids- en luchteisen moest blijven. Door de tunnel kan de nieuwe stadswijk over de snelweg heen aangelegd worden en wordt barrièrewerking voorkomen. Boven de tunnel komen een winkelgebied en een park.
De tunnel begint aan de noordzijde bij station Utrecht Leidsche Rijn aan de spoorlijn Utrecht - Rotterdam en eindigt aan de zuidzijde bij de kruising met de Leidse Rijn. De tunnelbak is 80 meter breed en bestaat uit vier buizen: twee voor de hoofdrijbanen (elk drie rijstroken voor doorgaand verkeer) en twee voor de parallelbanen (elk twee rijstroken voor het lokale verkeer). De initiële kosten van het bouwwerk bedroegen 116 miljoen euro; in augustus 2010 werden de totale kosten geschat op een miljard euro.
Parallel aan het tracé van de tunnel wordt de Stadsbaan aangelegd, een lokale ontsluitingsroute voor Leidsche Rijn centrum. Het noordelijke van de Stadsbaan, tussen de spoorbaan en de (toekomstige) Archeologielaan wordt overbouwd, waardoor een extra tunnel aan de westzijde van de Leidsche Rijn tunnel ontstaat. Vanaf de Archeologielaan zal de Stadsbaan op het dak van de Leidsche Rijntunnel worden aangelegd.
In de tunnel zijn geen op- of afritten. De bestaande afrit 7 (Oog in Al), die op het traject van de tunnel lag, is daarom op 21 december 2007 gesloten en vervangen door een nieuwe afrit (Utrecht-Leidsche Rijn Centrum) bij Lage Weide, zo'n 3 kilometer noordelijker.

## Kenmerken
De Leidsche Rijntunnel is 1.650 meter lang en is hiermee, afgezien van spoortunnels, de op drie na langste landtunnel van Nederland, na de Gaasperdammertunnel bij Amsterdam, de Koning Willem-Alexandertunnel in Maastricht en de Roertunnel bij Roermond  De Leidsche Rijntunnel kent een parallelstructuur met 2x3 doorgaande en 2x2 parallelstroken voor lokaal verkeer. Dit sluit aan op de 2x5 rijstroken tussen het knooppunt Holendrecht en Maarssen, en de 2x4 rijstroken op de A2 ten zuiden van het knooppunt Oudenrijn. De tunnel ligt ter hoogte van de Vinexwijk Leidsche Rijn, iets ten westen van het tracé van de oude A2 en parallel aan het Amsterdam-Rijnkanaal, een van de drukste kanalen ter wereld.

## Vertraagde oplevering
De bouw van het nieuwe overkapte stuk snelweg startte in 2007 en had in 2010 klaar moeten zijn (westelijk deel zelfs al in 2009). Wat betreft de aanleg van de fysieke tunnel werd deze planning gehaald, maar door problemen met de besturingssystemen moest de openstelling circa twee jaar uitgesteld worden. In 2010 was er daarom onenigheid tussen de bouwer, Rijkswaterstaat, minister Camiel Eurlings en burgemeester Aleid Wolfsen over de veiligheid in de publiciteit, waar de vertraging aan toegeschreven werd. Volgens toelichting van Rijkswaterstaat op een bewonersbijeenkomst is echter de hoofdreden voor de vertraging het feit dat de software niet op tijd klaar was.
Om congestie als gevolg van de vertraagde oplevering te verminderen zijn in 2011 tijdelijke extra rijstroken (nieuwe configuratie: 3+2 richting 's-Hertogenbosch en 2+2 richting Amsterdam) aangelegd.

## Ingebruikname
Begin februari 2012 werd de meest westelijke buis in gebruik genomen. De andere buizen volgden een voor een in het laatste weekend van februari, in april en in juni 2012.
Op 2 juli 2012 is de hele tunnel officieel geopend door minister Melanie Schultz van Haegen.

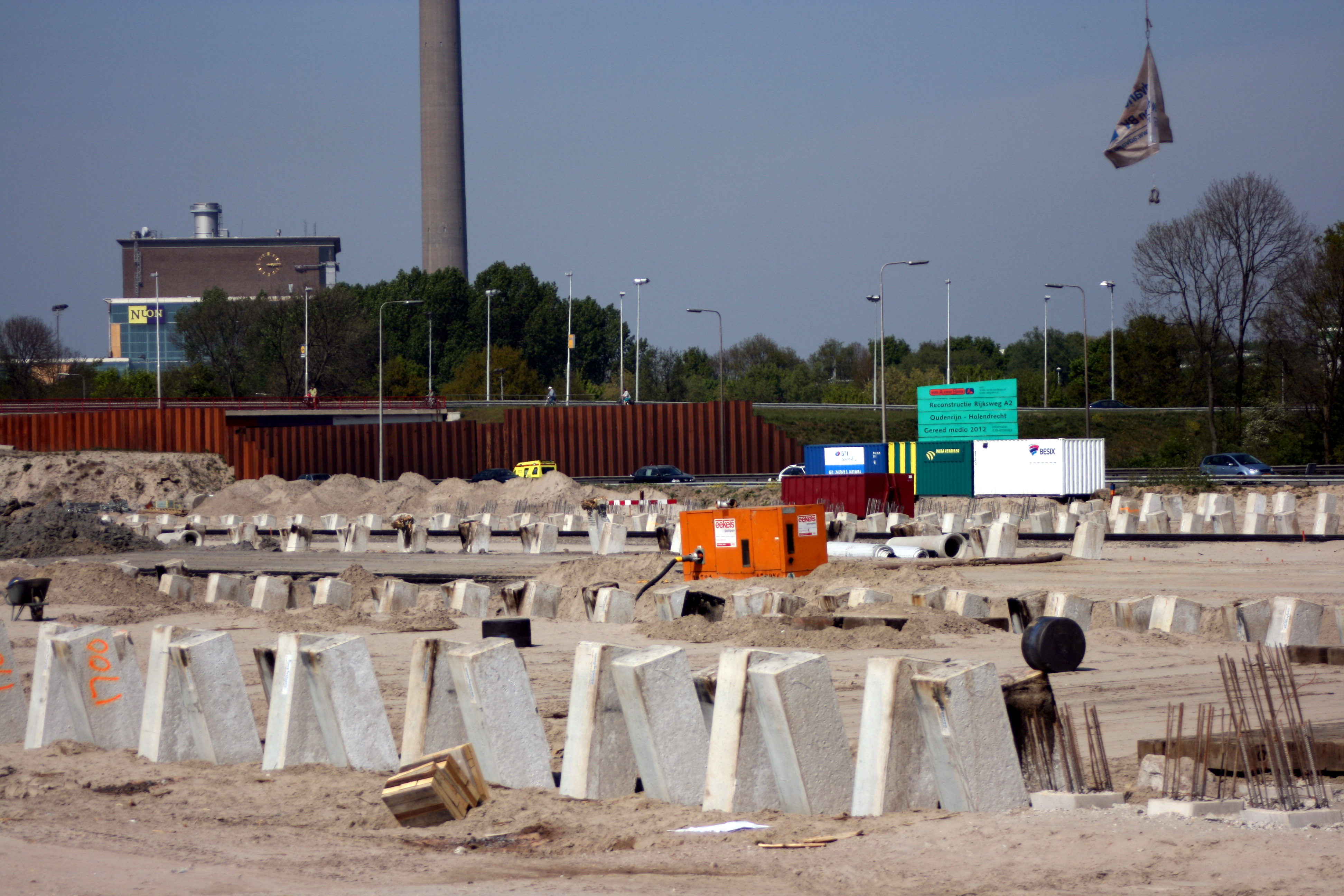
Grondwerkzaamheden ter hoogte van de Vleutenseweg (april 2007)
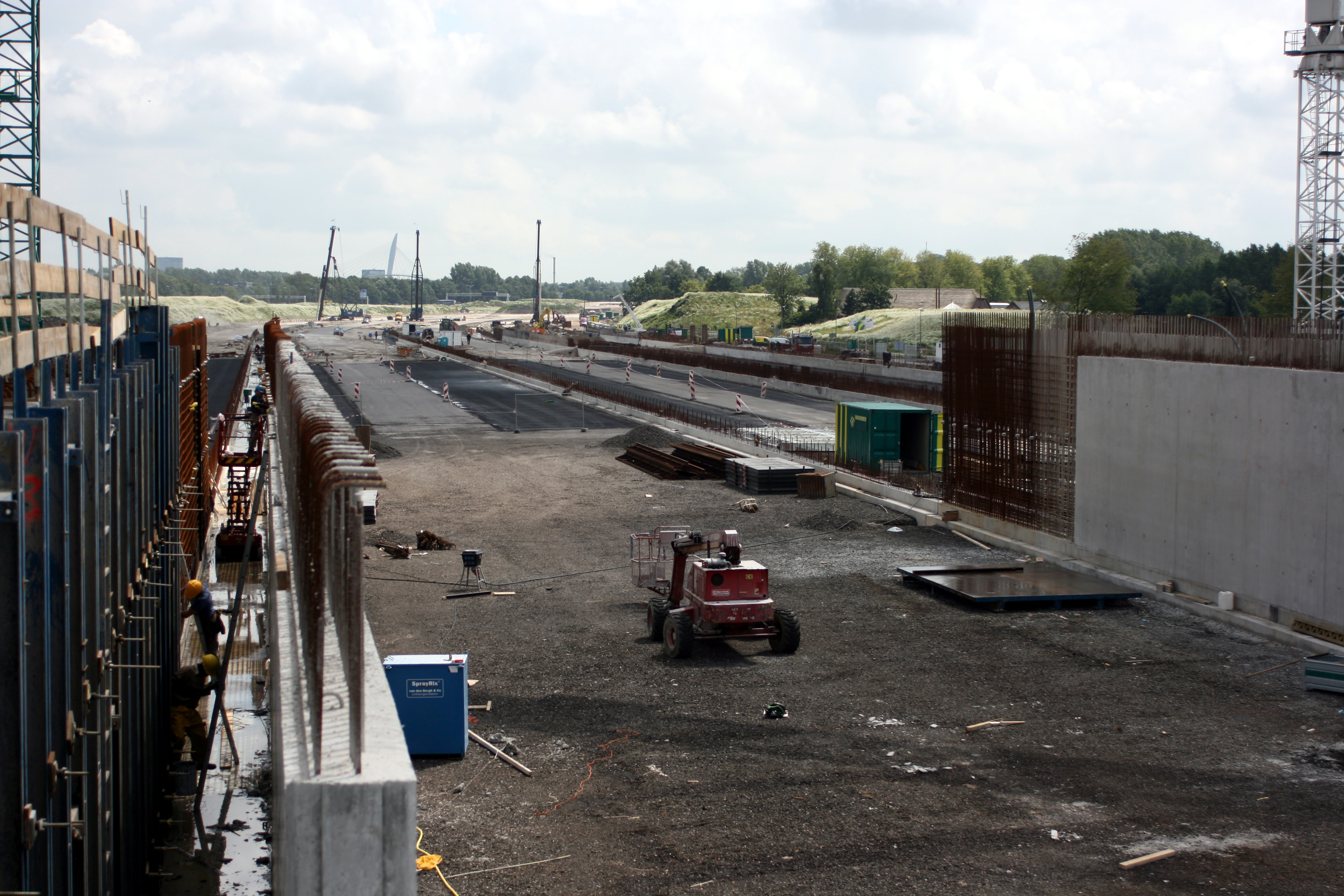
Bouw van de wanden ter hoogte van de Vleutenseweg (juli 2007)
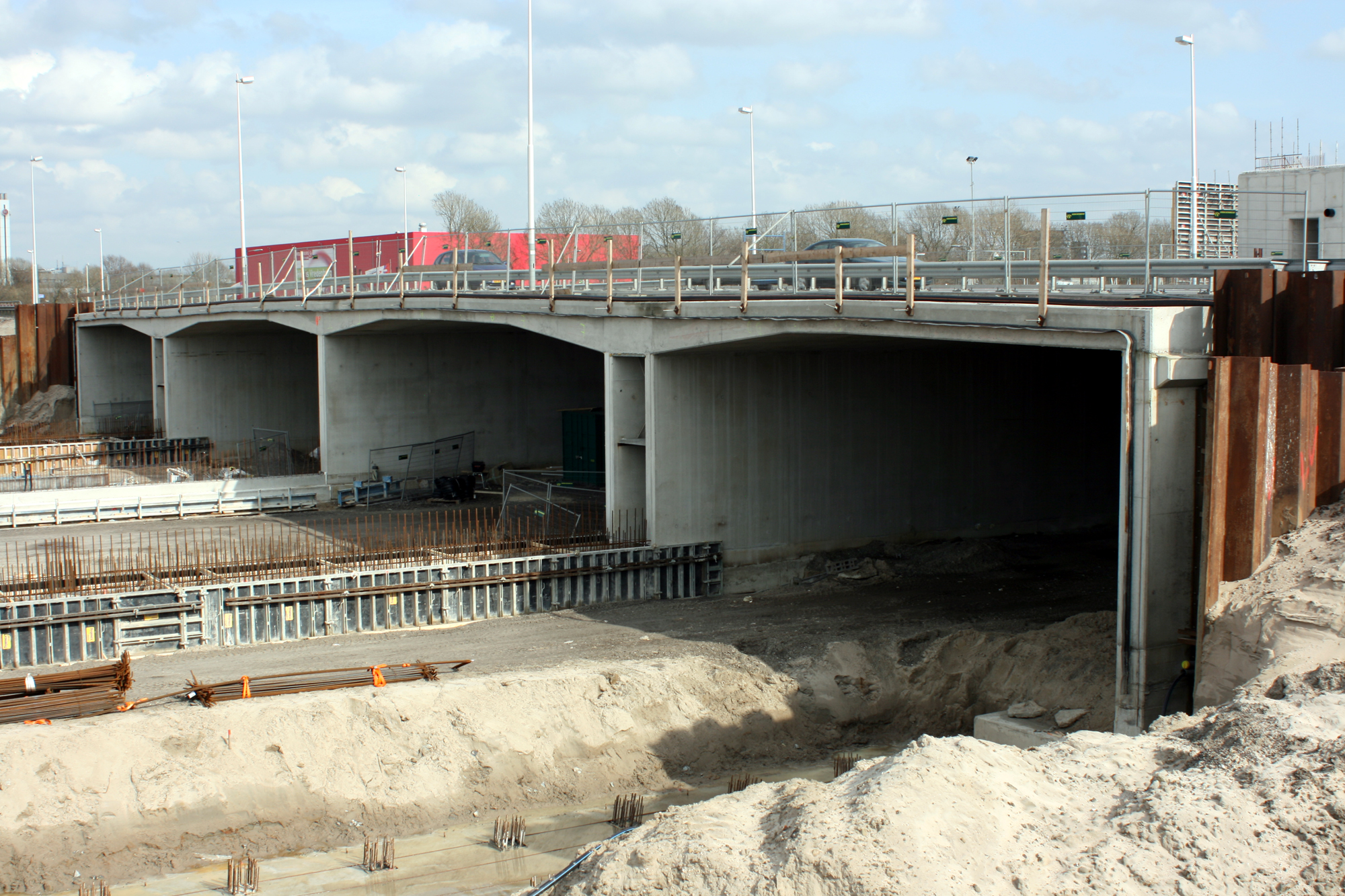
De landtunnel ter hoogte van de Vleutenseweg (maart 2008)
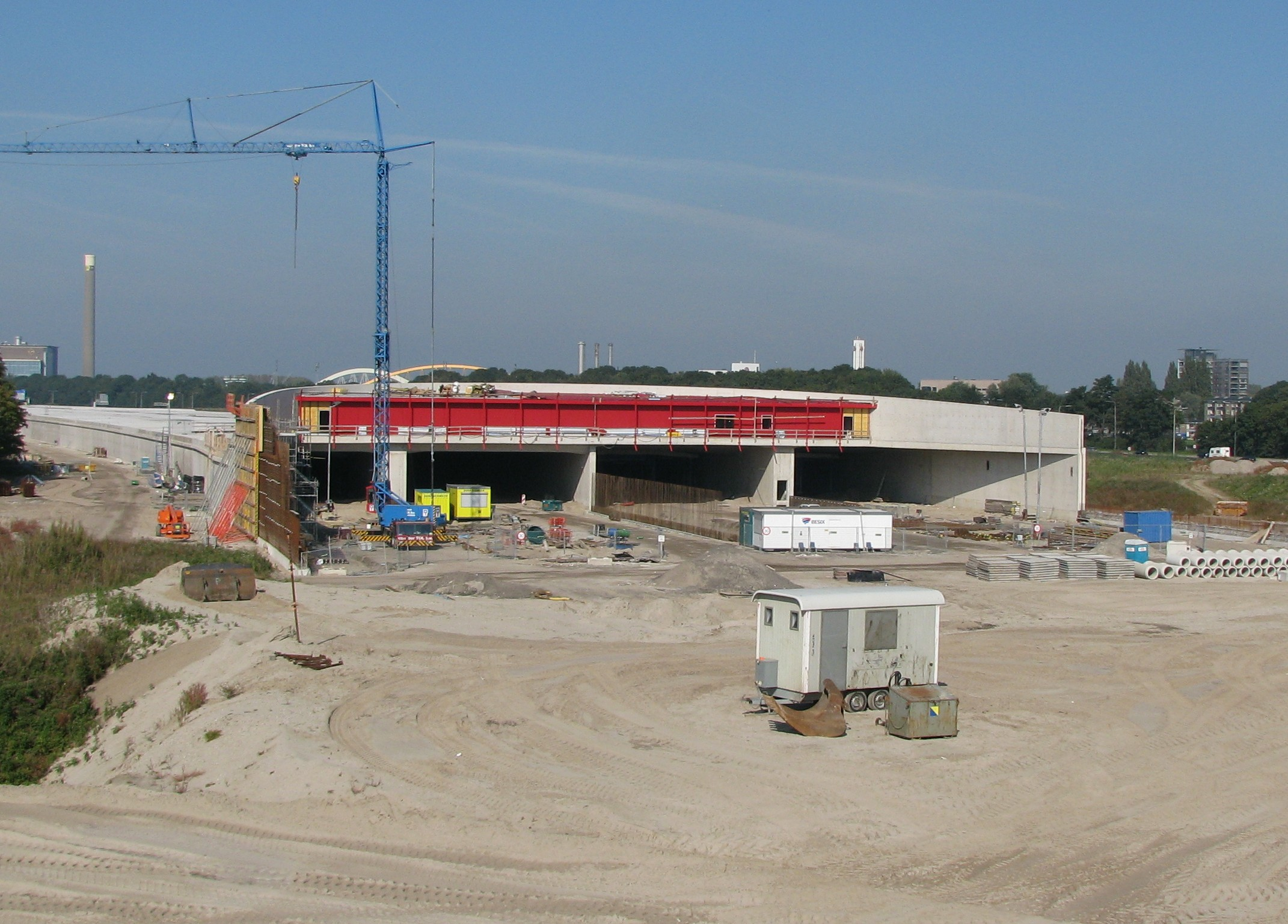
Zuidelijke ingang van de landtunnel in aanbouw (sept 2008)
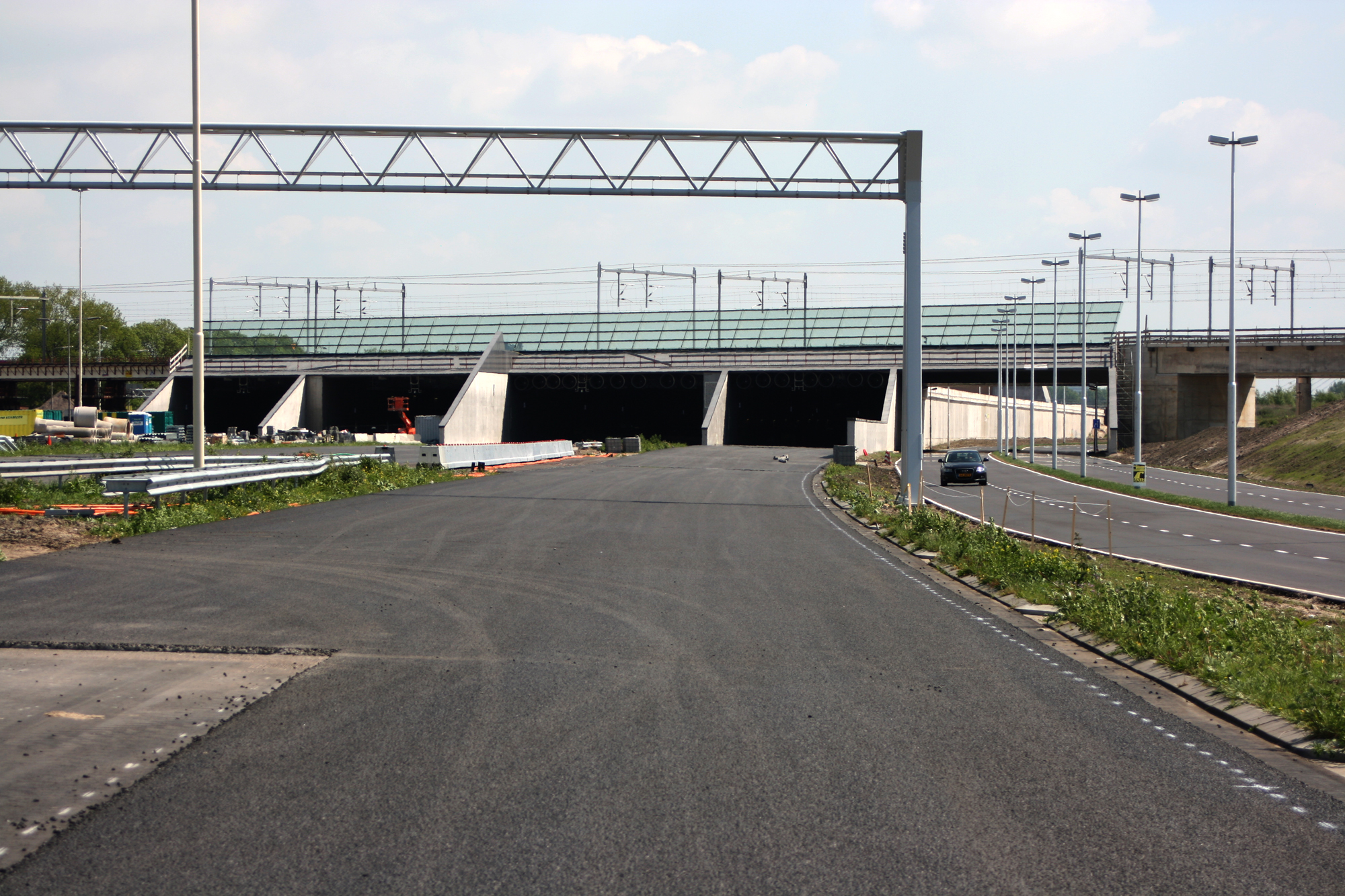
De noordelijke ingang van de landtunnel in aanbouw (mei 2010)
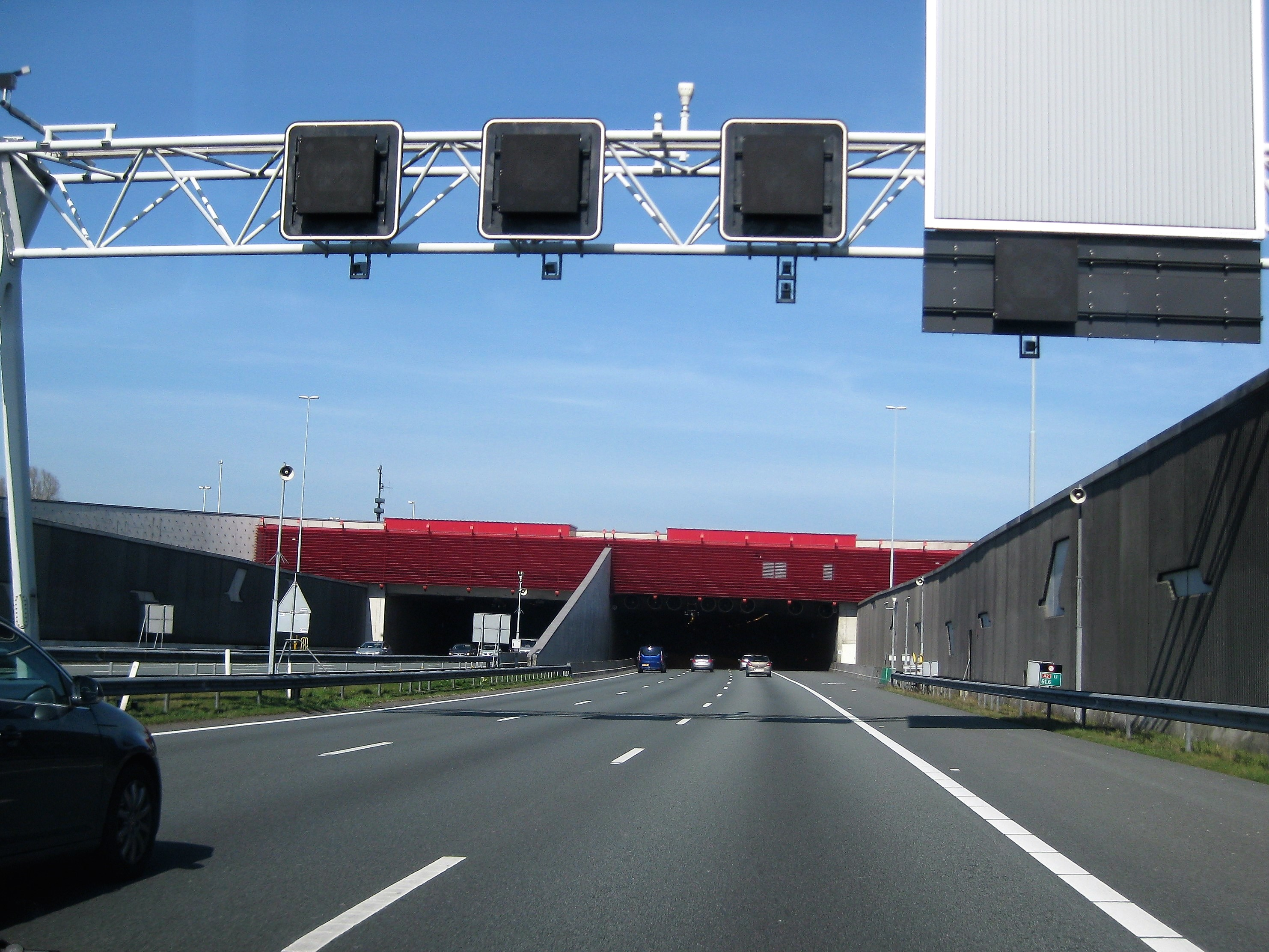
De zuidelijke ingang (2018)